# 대청로 (하남시)
대청로(大廳路)는 경기도 하남시 신장동부터 창우동 창우지하차도사거리까지 잇는 도로이다. 기점부터 창우파출소앞교차로까지 중앙버스차로가 있으며, 전 구간 왕복 6차로로 되어 있다. 하남시청을 지나기 때문에 큰 관청이 있다 하여 대청로라 이름 붙었다.